# Fahrspurerkennung
Fahrspurerkennung bezeichnet das automatisierte Identifizieren der eigenen Fahrspur und der Nachbarspuren von Straßenfahrzeugen. Auf der Grundlage von Umgebungsmerkmalen, wie Fahrbahnmarkierungen, werden Informationen gewonnenen, die in Fahrerassistenzsystemen oder Systemen autonomer Fahrzeuge weiterverarbeitet werden.
Bei der Fahrspurerkennung wird zunächst über Sensoren ein Bild der Umgebung gewonnen, aus dem anschließend über einen Algorithmus (häufig mit Mitteln der Bildverarbeitung) versucht wird, die eigene Fahrspur zu berechnen und ggf. auch Nachbarspuren. Global lokalisierende Systeme wie GPS werden hierbei nicht primär eingesetzt, da sie nicht hinreichend genau sind, eine genaue, bekannte Umgebungskarte voraussetzen und (z. B. in Tunneln) unzuverlässig arbeiten. Kamerabasierte Systeme setzen ein klares Bild der Straßenoberfläche voraus. 2D-Systeme liefern keine Abstandsinformationen und sind damit als Sensoren für weitere Assistenzsysteme, wie Notbremsassistenten, ungeeignet. 3D-Kameras sind in der Lage, räumliche Informationen zu liefern. Lidar-Systeme sind im Versuchsstadium.
Erste Versuche zur Fahrspurerkennung fanden in den 1980ern statt (vgl. Prometheus (Forschungsprogramm)). Seit Beginn des 21. Jahrhunderts werden einige Fahrzeuge serienmäßig mit Assistenzsystemen wie Spurhalteassistenten ausgestattet, die unter anderem Fahrspuren erkennen können.